# Cementiri de Sant Martí Sarroca
El cementiri de Sant Martí Sarroca és un cementiri propietat del municipi de Sant Martí Sarroca (l'Alt Penedès) protegit com a bé cultural d'interès local. El cementiri va ser construït d'acord amb el projecte realitzat per l'arquitecte Modest Fossas i Pi, l'any 1868. La documentació relativa a l'obra es conserva a l'arxiu municipal de Sant Martí Sarroca. El cementiri municipal de Sant Martí Sarroca està situat prop del nucli urbà, en un pla al peu de la Roca. És de planta rectangular, tancat per murs amb nínxols adossats. Al centre hi ha un passeig distribuïdor amb xiprers als costats, que porta a la capella. Als extrems hi ha torres. Són interessants els elements escultòrics de l'interior. El conjunt s'inscriu dintre de les característiques de l'estil neoclàssic.